# آنتساهانا
آنتساهانا (به لاتین: Antsahana) یک منطقهٔ مسکونی در ماداگاسکار است که در ماروآنت‌سترا واقع شده‌است.